# Prisma van Esarhaddon
Het prisma van Esarhaddon is een van inscripties voorzien prisma gevonden te Ninive bij de heropbouw van het koninklijk paleis en vermeldt de tien Cypriotische (Iadnana) koningen die hadden meegeholpen aan de heropbouw. Deze gedetailleerde beschrijving kan met zekerheid gedateerd worden in 673/672 v.Chr. en bevestigt de Assyrische overheersing over het eiland die reeds onder Sargon II was gevestigd (stele van Kition).

## De tien koningen vanIadnana(Cyprus)
1. Ekishtura, koning van Edi'il (Idalion);
2. Pilagura (= Pylagoras), koning van Kitrusi (Chytroi);
3. Kisu (= Kiš), koning van Sillu'a (Salamis/Soloi?);
4. Ituandar (= Eteandros), koning van Pappa (Paphos);
5. Eresu, koning van Silli (Soloi/Salamis?)
6. Damasu (= Damasos), koning van Kuri (Kourion);
7. Atmesu, koning van Tamesi (Tamassos);
8. Damasi, Damusi, koning van Qartihadasti (Qart-Hadašt=?);
9. Unasagusu (= Onosagoras?), koning van Ledir (Ledrai);
10. Bususu, koning van Nuria (?Amathus?).

Afwezigen in deze lijst zijn Marion en Lapithos. Volgens Lipinski zouden op Kisu en Damusi (dit zijn Fenicische namen) alle koningsnamen Grieks zijn.
Juist dezelfde namen en koninkrijken worden vermeld op een cilinder van Assurbanipal over diens veldtocht tegen de Koesjitische koning Taharqa in 667 v.Chr.. Omdat het zeer onwaarschijnlijk is dat geen enkele van deze koningen ten tijde van Assurbanipal zou zijn vervangen, meent men dat het hier gaat om een kopie van de lijst van Esarhaddon, daar het Assyrische rijk reeds zijn greep op het eiland verloren had.

## Voetnoot
1. ↑  E. Lipinski, Itineraria Phoenicia, Leuven, 2004.